# Masaaki Fujita
Masaaki Fujita (jap. 藤田 正明, Fujita Masaaki; * um 1930) ist ein japanischer Jazzmusiker (Gitarre).
Masaaki Fujita arbeitete ab den 1950er-Jahren in der japanischen Jazzszene u. a. in der am Bebop orientierten Band The Six Lemons des Schlagzeugers, Bandleaders und späteren Schauspielers Frankie Sakai („St. Louis Blues“ (1953), u. a. mit Akira Fukuhara, Hidehiko Matsumoto, Tsuyoshi Yamamoto), spielte dann 1967 mit George Kawaguchis Big Four (Caravan, mit Takatoshi Ohya, Yuzuru Sera, Tetsuji Kimura), 1978 mit Mitsuru Ono & The Swing Beavers (When You Are Smiling, mit Hidehiko Matsumoto).
Unter eigenem Namen nahm er in den frühen 1960er-Jahren ein Album mit Akira Miyazawa auf (モスコーの夜は更けて, Mosukō no Yoru wa Fukete); außerdem legte er die LPs Midnight Fantasy (ミッドナイト・ファンタジー, Middonaito Fantajī) und Swingin’ Guitar vor. Er war außerdem an Sam „The Man“ Taylors Album In Japan (MGM, 1961) beteiligt, um 1980 noch an zwei Alben von Mari Nakamoto.